# Cajamar (kommun)
Cajamar är en kommun i Brasilien.   Den ligger i delstaten São Paulo, i den sydöstra delen av landet, 800 km söder om huvudstaden Brasília. Antalet invånare är 64 113. Arean är 131 kvadratkilometer. Cajamar gränsar till Jundiaí och São Paulo.
Terrängen i Cajamar är platt åt sydost, men åt nordväst är den kuperad.
Följande samhällen finns i Cajamar:
- Cajamar